# Giovanni Narváez
Giovanni Marcelo Narváez Narváez (Antofagasta, Chile, 1 de julio de 1983) es un exfutbolista chileno. Jugó de mediocampista y su último club fue Deportes Vallenar de la Segunda División Profesional de Chile.

## Clubes
| Club                  | País  | Año       |
| --------------------- | ----- | --------- |
| Deportes Antofagasta  | Chile | 2005-2007 |
| San Marcos de Arica   | Chile | 2008-2009 |
| Coquimbo Unido        | Chile | 2010      |
| Deportes Antofagasta  | Chile | 2011-2012 |
| Deportes Concepción   | Chile | 2012-2014 |
| Santiago Morning      | Chile | 2014      |
| Deportes Puerto Montt | Chile | 2015-2016 |
| Rangers               | Chile | 2016      |
| Iberia                | Chile | 2017      |
| Colchagua             | Chile | 2017      |
| Deportes Vallenar     | Chile | 2018-2019 |